# Вест-Гошен Тауншип (округ Честер, Пенсільванія)
Вест-Гошен Тауншип (англ. West Goshen Township) — селище (англ. township) в США, в окрузі Честер штату Пенсільванія. Населення — 23 040 осіб (2020).

## Демографія
Згідно з переписом 2010 року, у селищі мешкало 21 866 осіб у 8026 домогосподарствах у складі 5606 родин. Було 8313 помешкання
Расовий склад населення:
| - 88,8 % — білих - 4,7 % — азіатів - 3,7 % — чорних або афроамериканців - 0,2 % — корінних американців - 1,1 % — осіб інших рас |

До двох чи більше рас належало 1,4 %. Частка іспаномовних становила 3,7 % від усіх жителів.
За віковим діапазоном населення розподілялося таким чином: 24,3 % — особи молодші 18 років, 64,0 % — особи у віці 18—64 років, 11,7 % — особи у віці 65 років та старші. Медіана віку мешканця становила 38,7 року. На 100 осіб жіночої статі у селищі припадало 95,8 чоловіків;  на 100 жінок у віці від 18 років та старших — 92,7 чоловіків також старших 18 років.
Середній дохід на одне домашнє господарство  становив 109 663 долари США (медіана — 87 513), а середній дохід на одну сім'ю — 128 805 доларів (медіана — 109 283). Медіана доходів становила 66 126 доларів для чоловіків та 52 841 долар для жінок. За межею бідності перебувало 8,2 % осіб, у тому числі 5,1 % дітей у віці до 18 років та 4,0 % осіб у віці 65 років та старших.
Цивільне працевлаштоване населення становило 12 534 особи. Основні галузі зайнятості: освіта, охорона здоров'я та соціальна допомога — 23,1 %, науковці, спеціалісти, менеджери — 12,7 %, виробництво — 12,6 %.